# Суисун-Сити
Суисун-Сити (англ. Suisun City) — город в округе Солано в штате Калифорния в Соединённых Штатах Америки.
Согласно данным переписи населения США 2020 года число жителей города 
составляло 29 518 человек, что, для такого небольшого населённого пункта, существенно больше (+ 5.0%), чем было во время предыдущей переписи проводившейся в 2010 году (28 111 человек).

## История
Суисун-Сити был основан в 1850-х годах; расположение населённого пункта делало его идеальным для торговли и транспортировки во время Калифорнийской золотой лихорадки, что способствовало его быстрому росту.

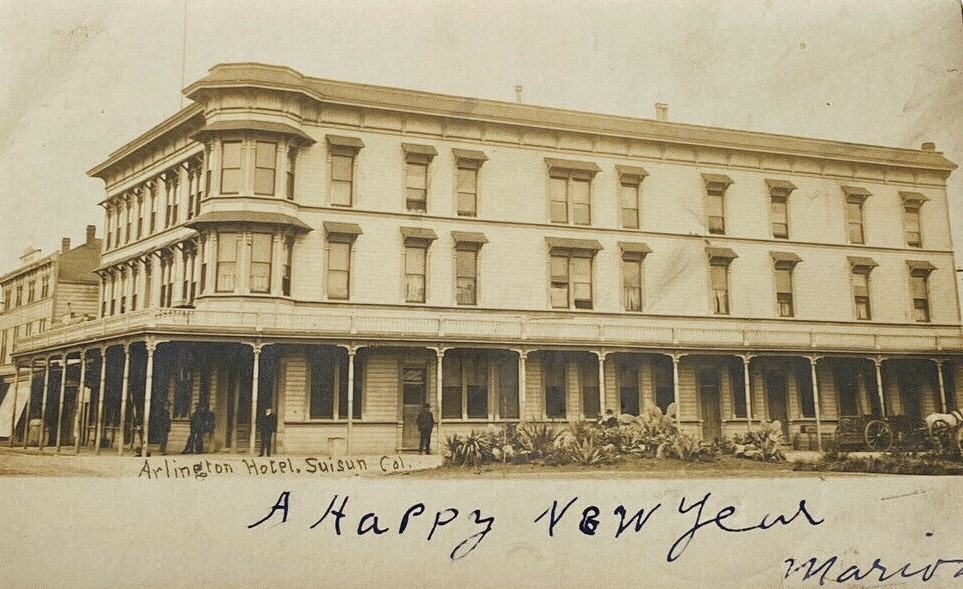
Суисун-Сити в 1906 году

9 октября 1868 года поселение было инкорпорировано и включено в реестр штата Калифорния, благодаря чему некорпоративное сообщество Суисун-Сити официально получило статус города.
В 1869 году в городе было налажено регулярное железнодорожное сообщение, что существенно поспособствовало росту местной экономики, которая в то время была в основном ориентирована на сельское хозяйство.
В 1888 году пожар уничтожил большую часть центра города Сайсан, включая многие городские достопримечательности, такие как отель Robert, салун Crowley's, отель Union и зерновые склады Orkel. Граждане подумывали покинуть город после опустошения, но вместо этого решили восстановить его и собрать деньги на строительство системы водоснабжения, которая позволила бы им эффективнее бороться с возможными будущими пожарами.

## География
По данным Бюро переписи населения США, общая площадь города составляет 4,1 квадратных мили (11 км2), из которых 4,0 квадратных мили (10 км2) занимает суша, а 0,06 квадратных мили (0,16 км2 или 1,48%) приходится на водную поверхность.
Город примыкает к болоту Суисун (откуда и название), площадью 84 000 акров (34 000 га), крупнейшему смежному эстуарному болоту, оставшемуся на западном побережье Северной Америки.

## Климат
Согласно данным представленным Национальной метеорологической службой США в Суисун-Сити, согласно системе классификации климатов Кёппена, тёплый летний средиземноморский климат, на климатических картах сокращённо обозначаемый аббревиатурой «Csb».